# Stenamma alas
Stenamma alas (лат.) — вид мелких муравьёв рода Stenamma из подсемейства Myrmicinae (Formicidae). Неотропика: Коста-Рика, Панама, Эквадор.

## Описание
Мелкие муравьи, длина около 4 мм. Общая окраска тела от чёрного до красновато-бурого, ноги и усики — оранжево-коричневые. Длина головы рабочего (HL) 0,77—0,98 мм (ширина головы — 0,66—0,88 мм). Длина скапуса усиков рабочего (SL) — 0,65-0,77 мм. Длина головы самки — 0,2-0,94 мм. Усики 12-члениковые (булава из 4 сегментов). Глаза мелкие (до 10 омматидиев в самой широкой линии) расположены в переднебоковых частях головы. Жвалы с 5-7 зубцами (из них 4 апикальных). Клипеус с выемкой в передней части. Стебелёк между грудкой и брюшком состоит из двух сегментов (петиоль + постпетиоль). Встречаются в тропических лесах на высотах от 50 до 1800 м, однако наиболее обильны на высотах 300–800 м (на более низких высотах уступает в численности близкому виду Stenamma expolitum). Колонии включают до 5 гнёзд, но семья располагается только в одном из них. Отмечены постоянные миграции семей в другие муравейники. Вход в гнездо имеет трубку-воротничёк, предположительно для защиты от хищных кочевых муравьёв. Фуражировка одиночная. Семьи моногинные (содержат только одну яйцекладущую самку) и относительно многочисленные для рода Stenamma, гнёзда включают до 250 особей. Вид Stenamma alas, вместе с таксонами Stenamma expolitico и Stenamma expolitum, принадлежит к видовой группе S. expolitum species group.